# Club Toluca
El Club Toluca es un club deportivo y social de la ciudad de Toluca en el que se practican diversos deportes como el fútbol, bádminton, frontenis, frontón, tenis de mesa, box; siendo el más destacado el tenis.

## Historia

### Inicios
Alfonso Gómez de Orozco Suárez tuvo el sueño de que en la ciudad de Toluca existiera un club en donde la sociedad pudiera practicar diversos deportes, dispusiera de un lugar de esparcimiento y sobre todo, tuviera un espacio en el que congregarse para convivir familiar y socialmente. En el año de 1963 diversos toluquenses encabezaron junto a Gómez de Orozco, el proyecto deportivo del Club Toluca.

## Instalaciones deportivas
- 13 canchas de tenis, 3 de ellas techadas
- 3 canchas de bádminton
- 1 cancha de fútbol 7 empastada
- 1 cancha de fútbol 5 con pasto artificial
- 1 alberca semi olímpica
- 1 fosa para clavados
- 6 canchas de frontenis
- 3 canchas de frontón
- 1 gimnasio con distintos aparatos
- 1 cancha de basquetbol[cita requerida]

## Deportistas destacados
- Victoria Montero
- Fernando Serrano
- Mónica Serrano
- Jorge Rodríguez Esquivel
- Efraín Esquivel Mejía[cita requerida]

- Datos: Q20856302